# Avenue Armand-Rousseau
L'avenue Armand-Rousseau est une voie du 12e arrondissement de Paris.

## Situation et accès
L'avenue Armand-Rousseau, située dans le quartier de Bel-Air, débute au no 3, place Édouard-Renard et avenue Daumesnil et se termine rue Ernest-Lefébure et avenue du Général-Messimy.
Elle est accessible à proximité par la ligne de métro 8 à la station Porte Dorée et par la ligne 3a du tramway à la même station.

## Origine du nom

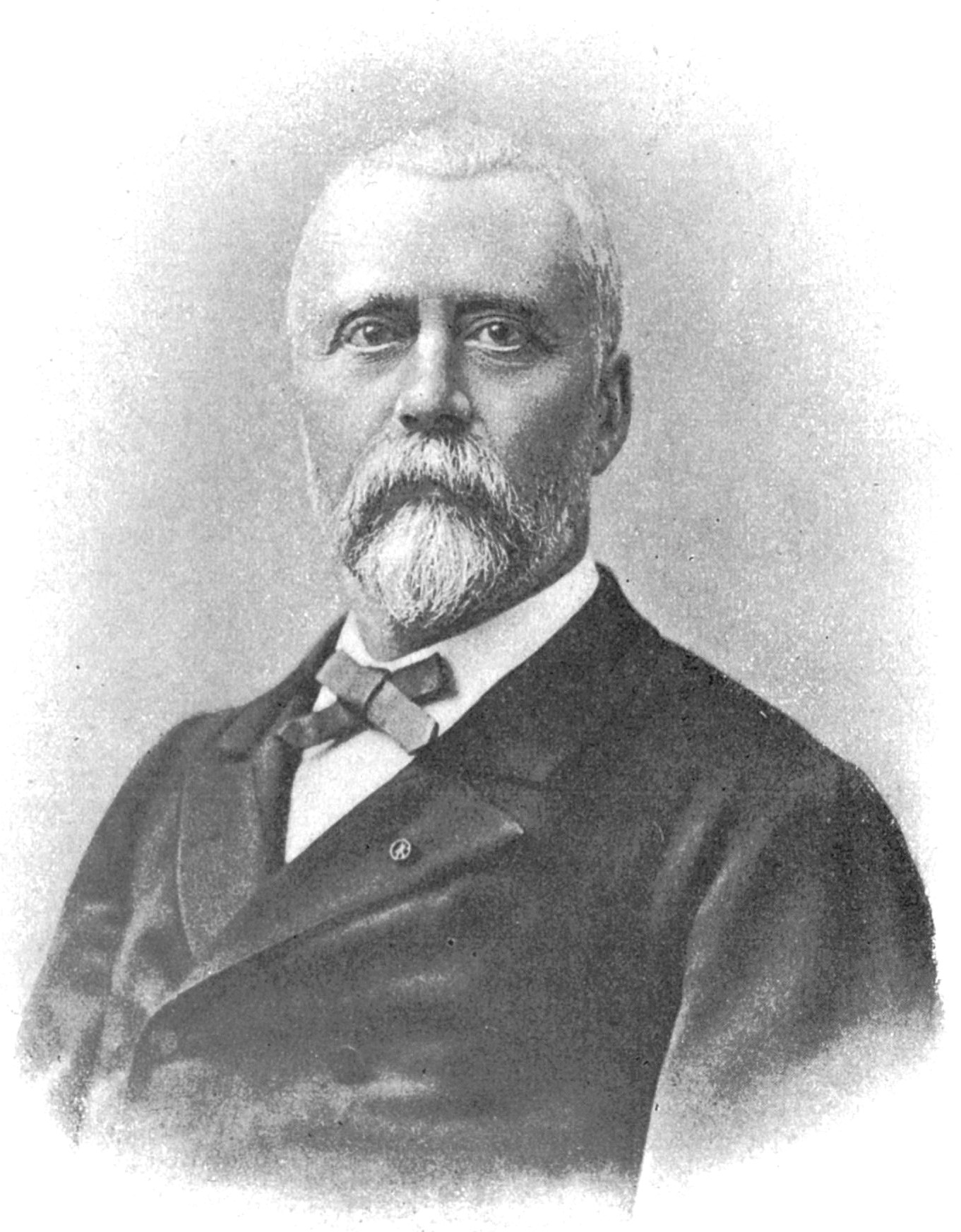
Armand Rousseau.

Elle tient son nom d'Armand Rousseau (1835-1896), ancien gouverneur d'Indochine, en raison de sa proximité du musée des Colonies (devenu ensuite le musée national des Arts d'Afrique et d'Océanie, puis la Cité nationale de l'histoire de l'immigration), créé lors de l'exposition coloniale internationale de 1931.

## Historique
Cette avenue est ouverte en 1933 sur l'emplacement de l'ancien bastion no 6 de l'enceinte de Thiers près de la porte Dorée et prend son nom actuel l'année suivante. L’angle obtus de la voie en marque l’empreinte.

## Bâtiments remarquables et lieux de mémoire
- La Cité nationale de l'histoire de l'immigration (ancien musée des colonies) du palais de la Porte Dorée, sur son côté ouest.
- Au no 13, l'école maternelle Armand-Rousseau.
- Au no 20, le lycée polyvalent Élisa-Lemonnier propose, en plus de la filière générale, les pôles métiers de la coiffure, de la mode, de l'esthétique et du tertiaire (enseignement professionnel et technologique).
- La rue débouche sur la statue dorée d'Athéna de la porte Dorée.

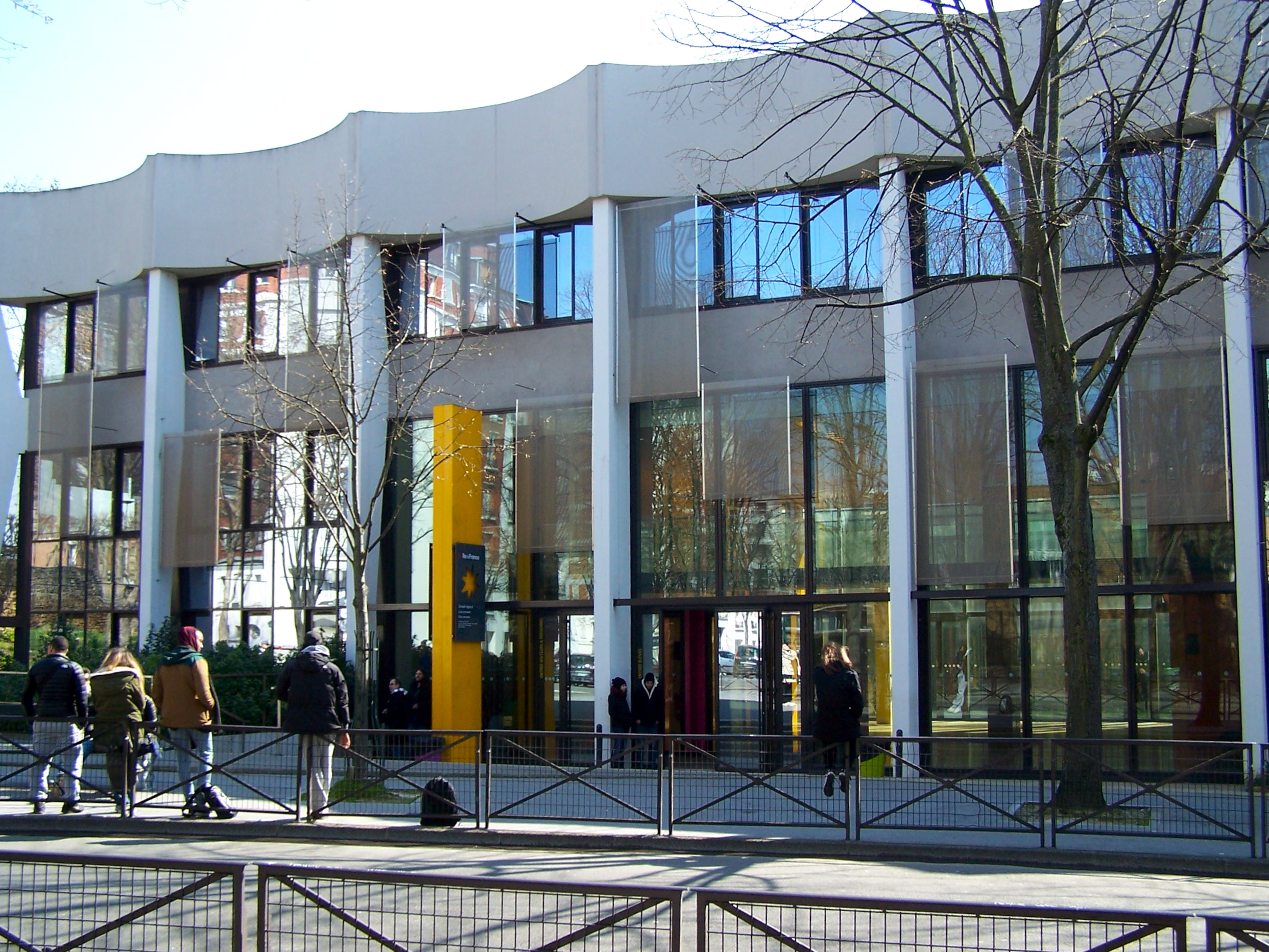
Entrée du lycée Élisa-Lemonnier.
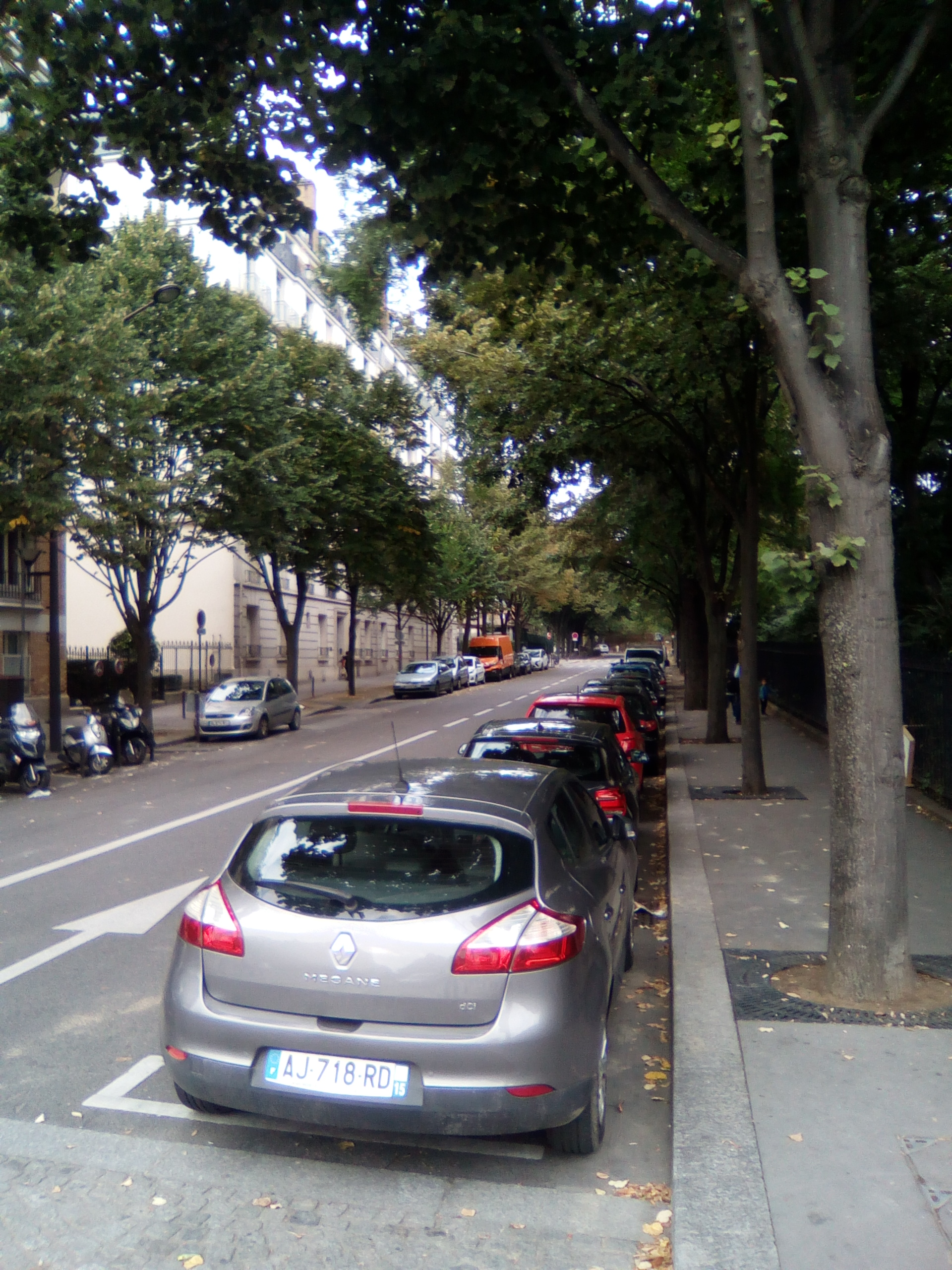
Vue de l'avenue côté porte Dorée.